# Ælita
Ælita är ett album av Mando Diao från 2014. Namnet Aelita kommer från en bok med samma namn skriven av den ryske författaren Alexej Tolstoj som berättar om en kärlekshistoria av en jordisk man och en flicka från Mars. Boken blev översatt till svenska först med titeln Resan till Mars och sedan som Aelita, prinsessa av Mars.

## Låtlista
| Nr  | Titel                        | Längd |
| --- | ---------------------------- | ----- |
| 1.  | Black Saturday               | 3:22  |
| 2.  | Rooftop                      | 4:57  |
| 3.  | Money Doesn't Make You A Man | 5:06  |
| 4.  | Sweet Wet Dreams             | 4:41  |
| 5.  | If I Don't Have You          | 7:46  |
| 6.  | Baby                         | 6:44  |
| 7.  | Lonely Driver                | 4:28  |
| 8.  | Child                        | 6:52  |
| 9.  | Romeo                        | 4:13  |
| 10. | Make You Mine                | 6:14  |

## Listplaceringar
| Lista (2014) | Topplacering |
| ------------ | ------------ |
| Schweiz      | 8            |
| Sverige      | 1            |
| Tyskland     | 6            |
| Österrike    | 14           |

### Fotnoter
1. ↑  ”Mando Diao – Aelita” (på engelska). Discogs. 10 mars 2014. http://www.discogs.com/Mando-Diao-Aelita/release/5623764. Läst 10 maj 2014.
2. ↑  ”Ælita”. Hitparade. 10 mars 2014. http://hitparade.ch/album/Mando-Diao/Aelita-242981. Läst 9 september 2014.
3. ↑  ”Ælita”. Swedischcharts. 10 mars 2014. http://www.swedishcharts.com/showitem.asp?interpret=Mando+Diao&titel=%C6lita&cat=a. Läst 9 september 2014.
4. ↑  ”Ælita”. Officialcharts. 10 mars 2014. http://www.officialcharts.de/album.asp. Läst 9 september 2014.
5. ↑  ”Ælita”. Austriancharts. 10 mars 2014. http://austriancharts.at/showitem.asp?interpret=Mando+Diao&titel=%C6lita&cat=a. Läst 9 september 2014.